# Castelo Pittarthie

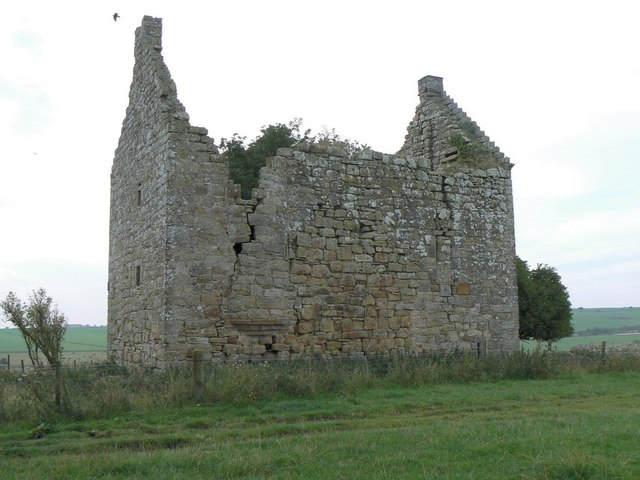
Castelo Pittarthie, Escócia.

O Castelo Pittarthie (em inglês:  Pittarthie Castle) é um castelo atualmente em ruínas localizado em Dunino, Fife, Escócia.

## História
Construído ou reconstruído em 1653, possui uma placa na parte sul com umas inscrições indecifráveis, a Statistical Accounts of Scotland afirma que essa inscrição indica a construção do castelo por Sir William Bruce de Pittarthie em 1653.
Encontra-se classificado na categoria "B" do "listed building" desde 20 de junho de 1979.